# Charlevoix County
Charlevoix County is een county in de Amerikaanse staat Michigan.
De county heeft een landoppervlakte van 1.080 km² en telt 26.090 inwoners (volkstelling 2000). De hoofdplaats is Charlevoix.

## Bevolkingsontwikkeling

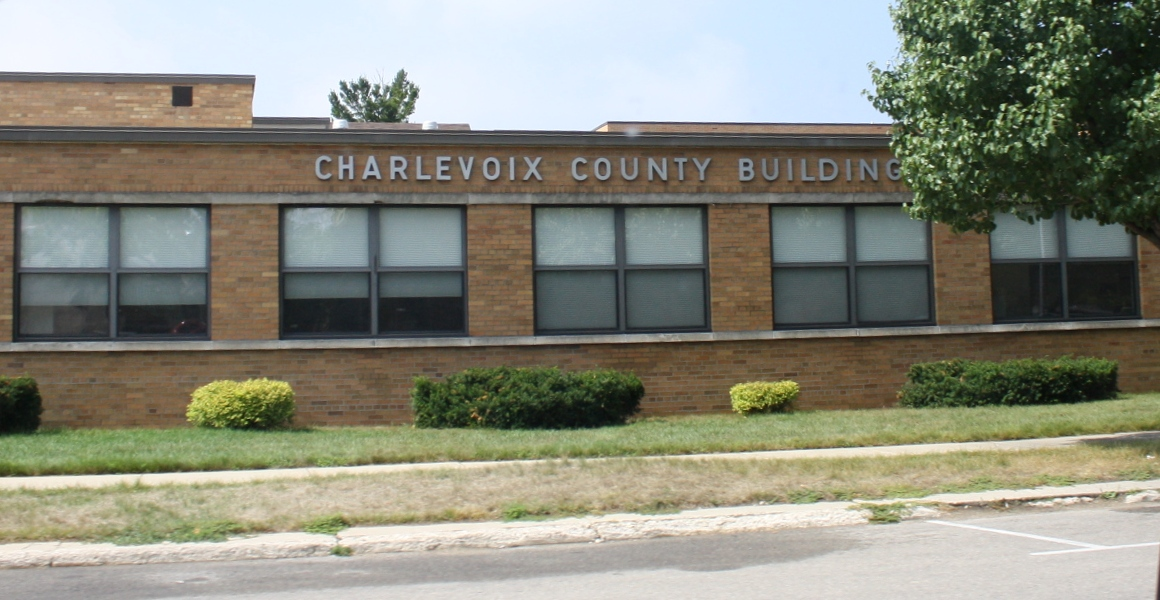
Charlevoix County Building